# Кувакінське сільське поселення
Кува́кінське сільське поселення (рос. Кувакинское сельское поселение) — муніципальне утворення у складі Алатирського району Чувашії, Росія. Адміністративний центр — село Кувакіно.
Станом на 2002 рік існували Ічиксинська сільська рада (село Ічикси) та Кувакінська сільська рада (села Березовий Майдан, Злобино, Кувакіно, селище Троїцький).

## Населення
Населення — 888 осіб (2019, 1068 у 2010, 1512 у 2002).

## Склад
До складу поселення входять такі населені пункти:
| Населений пункт        | Населення, осіб (2002) | Населення, осіб (2010) |
| ---------------------- | ---------------------- | ---------------------- |
| Березовий Майдан, село | 204                    | 147                    |
| Злобино, село          | 143                    | 85                     |
| Ічикси, село           | 463                    | 297                    |
| Кувакіно, село         | 702                    | 539                    |
| Троїцький, селище      | 0                      | -                      |